# Halopteris alternata
Halopteris alternata is een hydroïdpoliep uit de familie Halopterididae. De poliep komt uit het geslacht Halopteris. Halopteris alternata werd in 1900 voor het eerst wetenschappelijk beschreven door Nutting. 